# 상호부조
상호부조(相互扶助, 영어: Mutual aid, mutual assistance)는 사회 조직의 구성원들이 서로 돕는 것을 뜻한다.

## 개요
인류의 탄생 이후 상호부조 자체는 세계 각지에 존재하고 있었지만, 유럽에서 특히 상호부조가 주목받게 된 것은 산업 혁명 이후에 다양한 사회 문제가 발생하게 된 후 있다. 산업 혁명 때문에 봉건 사회가 타파되고 공동체에서 존재한 상호부조의 형태가 해체되고 이를 대신 할 수 있는 것 등을 인위적으로 편성할 필요가 생겼기 때문이다. 예를 들어, 구빈법은 산업 길드와 농촌 공동체가 담당해 온 최소한의 생활 보장의 기능을 담당하고 다른 분야에서도 자발적인 결사와 자선 단체에 의한 상호부조 기능의 제공이 이루어졌다.
18세기가 되자, 각지에 우애 조합, 공제 조합, 노동 조합, 협동 조합 등 '집단적 자조'를 목적으로 한 단체가 결성된다. 이러한 단체는 엄격한 규칙과 함께 조합원에 공동 기금의 창설, 유지를 위해 일정한 조합비와 기부금의 지출이나 조직 활동 참여를 의무화하고, 대신 사망, 질병, 노령, 실업 등에 대한 혜택을 청구할 권리를 얻었다. 이러한 조직은 영국에서 주로 노동자 계급이 주도해서 결성되었으며, 프랑스에서는 명망가 계급의 후원이 이러한 상호부조 단체의 존재에 있어 큰 영향을 미쳤다. 또한, 국가도 이러한 조직의 등록 제도 및 세제 혜택의 파악에 노력, 조직 결성을 촉구했다. 이러한 정책은 이후 사회 보장 제도와 복지 국가의 형성에 큰 영향을 주었다. 그러나 한편으로 당시 이러한 단체는 주로 조직 노동에 종사하는 성인 남성과 그 가족을 대상으로 하고 있으며, 저소득층과 여성의 참여는 고려되지 않았다. 이러한 상호부조 시스템은 후에 현대 민주정이 확립되고 나서 일부 개념이 경제와 혼합하였는데, 이것이 바로 진보된 아나키즘 이론인 표트르 크로폿킨의 상호부조론이다.
후에 이러한 조직은 이민 및 상업 활동을 통해 유럽 이외의 지역에 퍼졌다. 상호부조 시스템으로 이익을 창출하는 주요 사업은 보험 사업이다.

## 같이 보기
- 상호부조론
- 상리공생
- 이익사회
- 기부